# Copa Euroamericana (clubes)
La Copa Euroamericana de clubes fue una exhibición de fútbol internacional, que enfrentaba a clubes de Europa y América, afiliados a sus máximos organismos futbolísticos continentales: Conmebol y Concacaf, por América, y la UEFA, por Europa. El patrocinador y organizador de la competición es la plataforma de televisión de pago DIRECTV, que ofrece todos los partidos a través de su canal DIRECTV Sports. Otras cadenas de televisión de señal abierta también podrán ofrecer el partido que se juegue en su país.
Inicialmente, los clubes participantes en el torneo acceden a él por medio de invitación o por patrocinio directo de DIRECTV. La modalidad de juego de las dos primeras ediciones, fue la organización de 9 partidos entre equipos americanos y europeos, otorgando como premio al ganador de cada equipo un trofeo que lo certificaba como campeón parcial. Esto se debía, a que el trofeo máximo le era entregado a la Federación continental que más campeones parciales acumulaba al cabo de esos 9 cotejos, siendo ganadora en esas dos oportunidades la UEFA.

## Trofeo
El continente ganador del torneo recibe  el Trofeo James & Thomas Hogg. Este trofeo, diseñado por la artista chileno-brasileña Carina de Oliveira y esculpido por la escultora argentina Natalie Wiber, se inspiró en el logotipo de la competición y en el simbolismo de la rivalidad histórica de fútbol entre Europa y América, que se remonta a los Juegos Olímpicos de París de 1924. 
El trofeo recibe el nombre de los hermanos James y Thomas Hogg, quienes en el año 1867 encabezaron un grupo de socios que resolvieron invitar, por medio de un aviso en el diario The Standard, a una reunión para propulsar la práctica del fútbol. Este hecho es considerado como la introducción del fútbol en el continente americano.
En el último partido de la competición, el equipo que represente al continente ganador se llevará el trofeo original. A los demás equipos que representan al continente ganador se les entregará una réplica del mismo.
El equipo ganador de cada partido del torneo recibe el Trofeo DirecTV como campeón parcial. En la primera edición (2013), los trofeos, patrocinado por DIRECTV Sports eran una base de mármol coronada por un balón de fútbol de plata. En la segunda edición (2014) los trofeos pasaron a ser una copa de plata.

## Campeones de la Copa EuroAmericana
| Edición                 | Campeón          | Resultado | Subcampeón                  | Clubes del Continente Europeo Campeón *          | Clubes del Continente Americano Campeón *                           |
| ----------------------- | ---------------- | --------- | --------------------------- | ------------------------------------------------ | ------------------------------------------------------------------- |
| Copa EuroAmericana 2013 | Europa UEFA      | 6-2       | América CONMEBOL            | Atlético de Madrid (2) Porto (2) Sevilla (2)     | Atlético Nacional (1) Estudiantes (1)                               |
| Copa EuroAmericana 2014 | Europa UEFA      | 5-4       | América CONMEBOL y CONCACAF | Mónaco (2) Fiorentina (2) Atlético de Madrid (1) | Alianza Lima (1) Universidad Católica (1) América (1) Palmeiras (1) |
| Copa EuroAmericana 2015 | América CONMEBOL | 3-1       | Europa UEFA                 | Málaga (1)                                       | Barcelona (1) Deportivo Cali (1) San Lorenzo (1)                    |

* Sólo se ven los clubes que dieron puntos a su continente. Entre paréntesis las victorias de cada club ganador en esa edición de la Copa EuroAmericana.

## Estadísticas
- Primer partido:
El encuentro que inauguró la primera edición fue el cotejo entre la  Universidad Católica y el  Sevilla en el Estadio San Carlos de Apoquindo, en Santiago, Chile.

- Gol más rápido:
 Luis Caicedo a los 2 minutos de comenzado el partido, en el encuentro  Barcelona 1-3  Sevilla en 2013.

- Mayor goleada:
 Millonarios 0-4  Porto en 2013.

- Mayor cantidad de goles en un partido:
 Deportivo Anzoátegui 2-4  Porto, (6 goles) en 2013
 Atlético Nacional 2-4  Mónaco, (6 goles) en 2014.

- Jugador con más goles en un partido:
 Danilo marcó 3 goles en la victoria 4-0 del  Porto ante  Millonarios en 2013.

- Club con más victorias individuales:
 Atlético de Madrid con 3 partido ganados.

- Clubs con más participaciones:
 Estudiantes,  Atlético Nacional,  Atlético de Madrid,  Universidad Católica y  Barcelona con 2.

## Copa EuroAmericana 2013
Primera edición del torneo, disputado en diferentes sedes de América, del 20 de julio al 4 de agosto de 2013.
Participando en esta edición 8 equipos americanos y 3 equipos europeos.

### Resultado final
El resultado final del torneo fue la victoria de Europa sobre América por 6 a 2, los únicos representantes americanos que lograron vencer fueron Atlético Nacional y Estudiantes de La Plata, el primero derrotó al Sevilla por penales, mientras que el segundo venció al Atlético de Madrid por 1 a 0.
| América 2 | Europa 6 |

- Se proclaman campeones los equipos europeos: Atlético de Madrid, Porto y Sevilla.

- El Atlético de Madrid recibió el Trofeo James & Thomas Hogg,[6] en representación de los clubes europeos.[7] A los equipos Sevilla y Porto se les entregó una réplica del trofeo.

## Copa EuroAmericana 2014
En abril del 2014, el sitio web oficial publicó la segunda edición del torneo. Esta vez, participarán un total de 9 equipos americanos y 4 europeos. A diferencia de la edición anterior no habrá equipo de Ecuador, Uruguay, o Venezuela, contrario a eso participará uno de Brasil y uno de Estados Unidos, por el lado de los europeos aparece un equipo de la liga francesa y otro de Italia.
Estudiantes, Atlético Nacional, Atlético de Madrid y Universidad Católica son los únicos en repetir participación.

### Resultado final
Victoria del continente europeo sobre América por un apretado cinco a cuatro, revalidando así el título del año anterior.
| América 4 | Europa 5 |

- Se proclaman campeones los equipos europeos: Monaco, Fiorentina, Atlético de Madrid y Valencia .

- El Fiorentina recibió el Trofeo James & Thomas Hogg,[8] en representación de los clubes europeos. A los equipos Monaco, Atlético de Madrid y Valencia se les entregó una réplica del trofeo.

## Copa EuroAmericana 2015
Tercera edición del torneo, disputado en diferentes sedes de América, del 28 de mayo al 1 de agosto de 2015.
Participando en esta edición 4 equipos americanos y 2 equipos europeos.

### Resultado final
El resultado final del torneo fue la victoria de América sobre Europa por 3 a 1, los representantes americanos que lograron vencer fueron Barcelona, Deportivo Cali y San Lorenzo, el primero derrotó al Espanyol por 1 a 0, mientras que Deportivo Cali y San Lorenzo, vencieron a Málaga, el primero por 3 a 2 y el segundo jugado en el Nuevo Gasómetro, tras empatar a cero en el tiempo reglamentario, se impuso 4 a 3 en la tanda de penaltis. El Málaga derrotó posteriormente al Peñarol por 3 goles a 1 en Montevideo.
| América 3 | Europa 1 |

- Se proclaman campeones los equipos americanos: Barcelona, Deportivo Cali y San Lorenzo.

## Campeones parciales de la Copa EuroAmericana
En la Copa EuroAmericana se disputan diferentes partidos, en cada encuentro el vencedor del partido recibe el Trofeo DirecTV como campeón parcial, galardón patrocinado por la mencionada empresa.
| \| \| Lugar \| Fecha \| Campeón \| \| ------------------ \| ------------------------- \| ------------------- \| -------------------- \| \| CEA 2013 Partido 1 \| Santiago de Chile, Chile \| 20 de julio de 2013 \| Sevilla \| \| CEA 2013 Partido 2 \| Puerto La Cruz, Venezuela \| 21 de julio de 2013 \| Porto \| \| CEA 2013 Partido 3 \| Medellín, Colombia \| 23 de julio de 2013 \| Atlético Nacional \| \| CEA 2013 Partido 4 \| Bogotá, Colombia \| 24 de julio de 2013 \| Porto \| \| CEA 2013 Partido 5 \| Guayaquil, Ecuador \| 26 de julio de 2013 \| Sevilla \| \| CEA 2013 Partido 6 \| La Plata, Argentina \| 27 de julio de 2013 \| Estudiantes \| \| CEA 2013 Partido 7 \| Lima, Perú \| 31 de julio de 2013 \| Atlético de Madrid \| \| CEA 2013 Partido 8 \| Montevideo, Uruguay \| 4 de agosto de 2013 \| Atlético de Madrid \| \| \| \| \| \| \| CEA 2014 Partido 1 \| Barranquilla, Colombia \| 20 de julio de 2014 \| Mónaco \| \| CEA 2014 Partido 2 \| Miami, Estados Unidos \| 23 de julio de 2014 \| Mónaco \| \| CEA 2014 Partido 3 \| La Plata, Argentina \| 26 de julio de 2014 \| Fiorentina \| \| CEA 2014 Partido 4 \| Lima, Perú \| 26 de julio de 2014 \| Alianza Lima \| \| CEA 2014 Partido 5 \| San José, Estados Unidos \| 27 de julio de 2014 \| Atlético de Madrid \| \| CEA 2014 Partido 6 \| Santiago, Chile \| 29 de julio de 2014 \| Universidad Católica \| \| CEA 2014 Partido 7 \| Ciudad de México, México \| 30 de julio de 2014 \| América \| \| CEA 2014 Partido 8 \| São Paulo, Brasil \| 30 de julio de 2014 \| Palmeiras \| \| CEA 2014 Partido 9 \| Lima, Perú \| 2 de agosto de 2014 \| Fiorentina \| \| \| \| \| \| \| CEA 2015 Partido 1 \| Guayaquil, Ecuador \| 28 de mayo de 2015 \| Barcelona \| \| CEA 2015 Partido 2 \| Cali, Colombia \| 26 de julio de 2015 \| Deportivo Cali \| \| CEA 2015 Partido 3 \| Buenos Aires, Argentina \| 30 de julio de 2015 \| San Lorenzo \| \| CEA 2015 Partido 4 \| Montevideo, Uruguay \| 1 de agosto de 2015 \| Málaga \| |                           |                     |                      |
| | Lugar                     | Fecha               | Campeón              |
| CEA 2013 Partido 1 | Santiago de Chile, Chile  | 20 de julio de 2013 | Sevilla              |
| CEA 2013 Partido 2 | Puerto La Cruz, Venezuela | 21 de julio de 2013 | Porto                |
| CEA 2013 Partido 3 | Medellín, Colombia        | 23 de julio de 2013 | Atlético Nacional    |
| CEA 2013 Partido 4 | Bogotá, Colombia          | 24 de julio de 2013 | Porto                |
| CEA 2013 Partido 5 | Guayaquil, Ecuador        | 26 de julio de 2013 | Sevilla              |
| CEA 2013 Partido 6 | La Plata, Argentina       | 27 de julio de 2013 | Estudiantes          |
| CEA 2013 Partido 7 | Lima, Perú                | 31 de julio de 2013 | Atlético de Madrid   |
| CEA 2013 Partido 8 | Montevideo, Uruguay       | 4 de agosto de 2013 | Atlético de Madrid   |
| |                           |                     |                      |
| CEA 2014 Partido 1 | Barranquilla, Colombia    | 20 de julio de 2014 | Mónaco               |
| CEA 2014 Partido 2 | Miami, Estados Unidos     | 23 de julio de 2014 | Mónaco               |
| CEA 2014 Partido 3 | La Plata, Argentina       | 26 de julio de 2014 | Fiorentina           |
| CEA 2014 Partido 4 | Lima, Perú                | 26 de julio de 2014 | Alianza Lima         |
| CEA 2014 Partido 5 | San José, Estados Unidos  | 27 de julio de 2014 | Atlético de Madrid   |
| CEA 2014 Partido 6 | Santiago, Chile           | 29 de julio de 2014 | Universidad Católica |
| CEA 2014 Partido 7 | Ciudad de México, México  | 30 de julio de 2014 | América              |
| CEA 2014 Partido 8 | São Paulo, Brasil         | 30 de julio de 2014 | Palmeiras            |
| CEA 2014 Partido 9 | Lima, Perú                | 2 de agosto de 2014 | Fiorentina           |
| |                           |                     |                      |
| CEA 2015 Partido 1 | Guayaquil, Ecuador        | 28 de mayo de 2015  | Barcelona            |
| CEA 2015 Partido 2 | Cali, Colombia            | 26 de julio de 2015 | Deportivo Cali       |
| CEA 2015 Partido 3 | Buenos Aires, Argentina   | 30 de julio de 2015 | San Lorenzo          |
| CEA 2015 Partido 4 | Montevideo, Uruguay       | 1 de agosto de 2015 | Málaga               |

## Palmarés

### Títulos por equipo
| Equipo               | País      | Confederación | Continente | Títulos | Años campeón                |
| -------------------- | --------- | ------------- | ---------- | ------- | --------------------------- |
| Atlético de Madrid   | España    | UEFA          | Europa     | 3       | 2013-VII, 2013-VIII, 2014-V |
| Sevilla              | España    | UEFA          | Europa     | 2       | 2013-I, 2013-V              |
| Porto                | Portugal  | UEFA          | Europa     | 2       | 2013-II, 2013-IV            |
| Mónaco               | Mónaco    | UEFA          | Europa     | 2       | 2014-I, 2014-II             |
| Fiorentina           | Italia    | UEFA          | Europa     | 2       | 2014-III, 2014-IX           |
| Atlético Nacional    | Colombia  | CONMEBOL      | América    | 1       | 2013-III                    |
| Estudiantes          | Argentina | CONMEBOL      | América    | 1       | 2013-VI                     |
| Alianza Lima         | Perú      | CONMEBOL      | América    | 1       | 2014-IV                     |
| Universidad Católica | Chile     | CONMEBOL      | América    | 1       | 2014-VI                     |
| América              | México    | CONCACAF      | América    | 1       | 2014-VII                    |
| Palmeiras            | Brasil    | CONMEBOL      | América    | 1       | 2014-VIII                   |
| Barcelona            | Ecuador   | CONMEBOL      | América    | 1       | 2015-I                      |
| Deportivo Cali       | Colombia  | CONMEBOL      | América    | 1       | 2015-II                     |
| San Lorenzo          | Argentina | CONMEBOL      | América    | 1       | 2015-III                    |
| Málaga               | España    | UEFA          | Europa     | 1       | 2015-IV.                    |

### Títulos por país
| País      | Confederación | Continente | Títulos | Años campeón                                         |
| --------- | ------------- | ---------- | ------- | ---------------------------------------------------- |
| España    | UEFA          | Europa     | 6       | 2013-I, 2013-V, 2013-VII, 2013-VIII, 2014-V, 2015-IV |
| Portugal  | UEFA          | Europa     | 2       | 2013-II, 2013-IV                                     |
| Mónaco    | UEFA          | Europa     | 2       | 2014-I, 2014-II                                      |
| Italia    | UEFA          | Europa     | 2       | 2014-III, 2014-IX                                    |
| Colombia  | CONMEBOL      | América    | 2       | 2013-III, 2015-II                                    |
| Argentina | CONMEBOL      | América    | 2       | 2013-VI, 2015-III                                    |
| Perú      | CONMEBOL      | América    | 1       | 2014-IV                                              |
| Chile     | CONMEBOL      | América    | 1       | 2014-VI                                              |
| México    | CONCACAF      | América    | 1       | 2014-VII                                             |
| Brasil    | CONMEBOL      | América    | 1       | 2014-VIII                                            |
| Ecuador   | CONMEBOL      | América    | 1       | 2015-I                                               |

### Títulos por confederación
| Confederación | Continente | Títulos | Años campeón                                                                                               |
| ------------- | ---------- | ------- | --- |
| UEFA          | Europa     | 12      | 2013-I, 2013-II, 2013-IV, 2013-V, 2013-VII, 2013-VIII, 2014-I, 2014-II, 2014-III, 2014-V, 2014-IX, 2015-IV |
| CONMEBOL      | América    | 10      | 2013-III, 2013-VI, 2014-IV, 2014-VI, 2014-VIII, 2015-I, 2015-II, 2015-III                                  |
| CONCACAF      | América    | 1       | 2014-VII                                                                                                   |

### Títulos por continente
| Continente | Títulos | Años campeón                                                                                               |
| ---------- | ------- | --- |
| Europa     | 12      | 2013-I, 2013-II, 2013-IV, 2013-V, 2013-VII, 2013-VIII, 2014-I, 2014-II, 2014-III, 2014-V, 2014-IX, 2015-IV |
| América    | 11      | 2013-III, 2013-VI, 2014-IV, 2014-VI, 2014-VII, 2014-VIII, 2015-I, 2015-II, 2015-III                        |

## Cobertura mediática
Este torneo es televisado en todo el continente americano en los siguientes países: 

### América del Sur
- Latinoamérica: DirecTV Sports y Gol TV.
- Argentina: América TV (solo se transmiten los partidos de Independiente) y Canal Nueve (solo se transmiten los partidos de Racing), TyC Sports y Antina Sports (partidos repartidos en vivo).
- Brasil: BandSports, BAND y SBT
- Chile: Mega (solo partidos de la Universidad Católica).
- Colombia: Caracol TV (solo se transmiten los partidos del Junior), Gol Caracol (todos los partidos), Win Sports  (partidos diferidos).
- Paraguay: Red Guaraní (solo se transmiten los partidos de Nacional), El Trece (solo se transmiten los partidos de Guarani), Tigo Sports y Personal Sports (en ambos canales de deportes se reparten los partidos en vivo).
- Perú:  CMD (todos los partidos).